# Sematophyllum trachaelocarpum
Sematophyllum trachaelocarpum är en bladmossart som beskrevs av Brotherus 1925. Sematophyllum trachaelocarpum ingår i släktet Sematophyllum och familjen Sematophyllaceae. Inga underarter finns listade i Catalogue of Life.